# Alchemilla achtarowii
Alchemilla achtarowii é uma espécie de rosácea do gênero Alchemilla, pertencente à família Rosaceae.